# 25892 Funabashi
25892 Funabashi è un asteroide della fascia principale. Scoperto nel 2000, presenta un'orbita caratterizzata da un semiasse maggiore pari a 1,9139924 au e da un'eccentricità di 0,0802857, inclinata di 24,94775° rispetto all'eclittica.